# Petra Dugandžić
Petra Dugandžić (Zagreb, 2. srpnja 1976.) je hrvatska televizijska i kazališna glumica.

## Filmografija

### Televizijske uloge
- "Sjene prošlosti" kao Ema Dudov (2024. - danas)
- "San snova" kao Helena (2023.)
- "Bogu iza nogu" kao Verica (2021.)
- "Zlatni dvori" kao Kata Kozarac (2016. – 2017.)
- "Nemoj nikome reći" kao profesorica Mihalić (2015.)
- "Stella" kao Katarina 'Kika' Karuzo (2013.)
- "Larin izbor" kao Lola (2011. – 2013.)
- "Najbolje godine" kao Karla (2009.)
- "Hitna 94" kao Vesna Posavec (2008.)
- "Dobre namjere" kao Staksova prijateljica (2008.)
- "Urota" kao Marijana (2007.)
- "Ljubav u zaleđu" kao Snježana 'Seka' Žuvela (2005. – 2006.)
- "Villa Maria" kao Gordana Popović (2005.)

### Filmske uloge
- "Plavi cvijet" kao Klara (2021.)
- "Jednom davno u zimskoj noći" (2012.)

### Voditeljske uloge
- "Zvijezde" (2018.)

### Kazališne uloge
- 2003. William Shakespeare: Romeo i Julia, red: Petar Veček, HNK Zagreb
- 2003. Nataša Rajković/Bobo Jelčić: Radionica za šetanje, pričanje i izmišljanje, red: Nataša Rajković/Bobo Jelčić, Dubrovačke ljetne igre
- 2003. Dinko Šimunović: Duga, red: Dubravka Crnojević-Carić, Žar ptica
- 2004. Maksim Gorki: Maksima Gorkog Vassa Železnova i drugi, red: Zlatko Sviben, HNK Zagreb
- 2004. Witold Gombrowicz: Ivona, knjeginica od Burgunda, red: Jasmin Novljaković, ITD
- 2005. Steve Thompson: Odšteta, red: Nora Krstulović, Mala scena
- 2005. Ivan Vidić: Groznica, red: Joško Ševo, KUFER
- 2010. Borivoj Radaković: Amateri, red: Mario Kovač, KNAP

## Vanjske poveznice
- Petra Dugandžić u internetskoj bazi filmova IMDb-u (engl.)
- Stranica na mala-scena.hr  Arhivirana inačica izvorne stranice od 25. veljače 2010. (Wayback Machine)